# Иван Палазов (Кукуш)
 Тази статия е за кукушкия просветен деец.  За гевгеличанина Иван Палазов вижте Иван Палазов.  
Иван Антонов Палазов е български военен деец, общественик и поет от Македония. 

## Биография
Роден е през януари 1892 година в българския южномакедонски град Кукуш, тогава в Османската империя, днес Килкис в Гърция, в семейството на Антон и Божия Палазови. През Балканската и Междусъюзническата война е доброволец в Македоно-одринското опълчение, в Сборната партизанска рота на МОО. Участва в Първата световна война като подпоручик в Единадесета пехотна македонска дивизия. Награден е с ордени „За храброст“, IV и III степен.
През Междусъюзническата война родният му град Кукуш е опожарен от гърците. Иван Палазов се установява в София. Участва в дейността на Кукушкото благотворително братство. През април 1934 година е избран за член на неговата Контролна комисия заедно с Благой Динков и Миро Панов. Сътрудничи на издаваното от Братството списание „Кукуш“ (1924 година), там публикува стихотворението си „Кукуш“, посветено на Гоце Делчев.
Жени се за Елена Евтимова Джерова (1902 – 1977) от големия охридски род Джерови. В София тя е активистка на Македонския женски съюз.